# Kreis Pécs
Der Kreis Pécs (ungarisch Pécsi járás) ist ein Binnenkreis im Zentrum des südungarischen Komitats Baranya. Er wurde zur ungarischen Verwaltungsreform Anfang 2013 hauptsächlich (36 von 39 Gemeinden) aus dem Vorgänger, dem Kleingebiet Pécs (ungarisch Pécsi kistérség) gebildet. Drei Gemeinden aus dem aufgelösten Kleingebiet Pécsvárad und eine aus dem aufgelösten Kleingebiet Komló vervollständigten den neuen Kreis. Drei Gemeinden aus dem aufgelösten Kleingebiet Pécs wechselten zum Kreis Sellye. Pécs ist der bevölkerungsreichste Kreis und steht flächenmäßig an dritter Stelle im Komitat. Verwaltungssitz des Kreises ist die Stadt Pécs (deutsch Fünfkirchen), die zugleich Verwaltungssitz des Komitats und mit Komitatsrechten versehen ist.

## Gemeindeübersicht
| Gemeinde      | Status   | Herkunft Kleingebiet | Einwohnerzahl | Einwohnerzahl | Einwohnerzahl | Fläche     | Bevölkerungs- dichte (Ew./km²) |
| Gemeinde      | Status   | Herkunft Kleingebiet | 01.10.2011    | 01.01.2013    | 01.01.2016    | 01.01.2016 | Bevölkerungs- dichte (Ew./km²) |
| ------------- | -------- | -------------------- | ------------- | ------------- | ------------- | ---------- | ------------------------------ |
| Abaliget      | Gemeinde | Pécs                 | 598           | 618           | 649           | 16,09      | 40,3                           |
| Aranyosgadány | Gemeinde | Pécs                 | 355           | 350           | 372           | 8,26       | 45,0                           |
| Áta           | Gemeinde | Pécs                 | 193           | 168           | 156           | 8,09       | 19,3                           |
| Bakonya       | Gemeinde | Pécs                 | 335           | 330           | 322           | 15,07      | 21,4                           |
| Berkesd       | Gemeinde | Pécsvárad            | 856           | 881           | 843           | 19,04      | 44,3                           |
| Birján        | Gemeinde | Pécs                 | 520           | 505           | 506           | 9,07       | 55,8                           |
| Bogád         | Gemeinde | Pécs                 | 1.071         | 1.001         | 989           | 7,84       | 126,1                          |
| Bosta         | Gemeinde | Pécs                 | 138           | 132           | 140           | 5,95       | 23,5                           |
| Cserkút       | Gemeinde | Pécs                 | 585           | 581           | 594           | 6,67       | 89,1                           |
| Egerág        | Gemeinde | Pécs                 | 998           | 950           | 939           | 13,01      | 72,2                           |
| Ellend        | Gemeinde | Pécs                 | 206           | 196           | 181           | 7,99       | 22,7                           |
| Görcsöny      | Gemeinde | Pécs                 | 1.565         | 1.559         | 1.510         | 18,52      | 81,5                           |
| Gyód          | Gemeinde | Pécs                 | 687           | 649           | 651           | 3,25       | 200,3                          |
| Hosszúhetény  | Gemeinde | Komló                | 3.499         | 3.464         | 3.360         | 45,27      | 74,2                           |
| Husztót       | Gemeinde | Pécs                 | 66            | 61            | 52            | 6,75       | 7,7                            |
| Keszü         | Gemeinde | Pécs                 | 1.273         | 1.228         | 1.256         | 7,31       | 171,8                          |
| Kisherend     | Gemeinde | Pécs                 | 187           | 190           | 191           | 6,92       | 27,6                           |
| Kökény        | Gemeinde | Pécs                 | 620           | 620           | 607           | 4,90       | 123,9                          |
| Kovácsszénája | Gemeinde | Pécs                 | 77            | 62            | 53            | 7,83       | 6,8                            |
| Kővágószőlős  | Gemeinde | Pécs                 | 1.309         | 1.255         | 1.224         | 18,25      | 67,1                           |
| Kővágótöttös  | Gemeinde | Pécs                 | 337           | 329           | 320           | 13,94      | 23,0                           |
| Kozármisleny  | Stadt    | Pécs                 | 5.998         | 5.934         | 5.981         | 14,45      | 413,9                          |
| Lothárd       | Gemeinde | Pécs                 | 239           | 245           | 225           | 10,46      | 21,5                           |
| Magyarsarlós  | Gemeinde | Pécs                 | 287           | 282           | 260           | 8,03       | 32,4                           |
| Nagykozár     | Gemeinde | Pécs                 | 1.975         | 1.948         | 1.942         | 11,46      | 169,5                          |
| Ócsárd        | Gemeinde | Pécs                 | 409           | 397           | 378           | 12,66      | 29,9                           |
| Orfű          | Gemeinde | Pécs                 | 977           | 1.000         | 1.013         | 32,15      | 31,5                           |
| Pécs          | Stadt    | Pécs                 | 156.049       | 147.719       | 145.347       | 162,77     | 893,0                          |
| Pécsudvard    | Gemeinde | Pécs                 | 731           | 747           | 768           | 8,43       | 91,1                           |
| Pellérd       | Gemeinde | Pécs                 | 2.349         | 2.255         | 2.255         | 20,93      | 107,7                          |
| Pereked       | Gemeinde | Pécsvárad            | 176           | 163           | 145           | 6,74       | 21,5                           |
| Pogány        | Gemeinde | Pécs                 | 1.197         | 1.183         | 1.172         | 11,55      | 101,5                          |
| Regenye       | Gemeinde | Pécs                 | 154           | 147           | 152           | 6,15       | 24,7                           |
| Romonya       | Gemeinde | Pécs                 | 464           | 474           | 528           | 7,07       | 74,7                           |
| Szalánta      | Gemeinde | Pécs                 | 1.194         | 1.176         | 1.126         | 17,08      | 65,9                           |
| Szemely       | Gemeinde | Pécs                 | 436           | 424           | 410           | 9,47       | 43,3                           |
| Szilágy       | Gemeinde | Pécsvárad            | 269           | 259           | 246           | 11,55      | 21,3                           |
| Szilvás       | Gemeinde | Pécs                 | 154           | 160           | 147           | 6,04       | 24,3                           |
| Szőke         | Gemeinde | Pécs                 | 143           | 137           | 128           | 6,48       | 19,8                           |
| Szőkéd        | Gemeinde | Pécs                 | 360           | 359           | 323           | 9,58       | 33,7                           |
| Kreis Pécs    |          |                      | 189.036       | 180.138       | 177.461       | 623,07     | 284,8                          |